# هانترزتاون (پنسیلوانیا)
هانترزتاون (به انگلیسی: Hunterstown) یک منطقهٔ مسکونی در ایالات متحده آمریکا است که در شهرستان آدامز، پنسیلوانیا واقع شده‌است. هانترزتاون ۴٫۴۸ کیلومتر مربع مساحت و ۵۴۷ نفر جمعیت دارد و ۱۶۸٫۸۶ متر بالاتر از سطح دریا واقع شده‌است.